# Atractus spinalis
Espèce
Atractus spinalis est une espèce de serpents de la famille des Dipsadidae.

## Répartition
Cette espèce est endémique du Minas Gerais au Brésil. Elle se rencontre dans la Serra do Cipó.

## Description
Le mâle holotype mesure 274 mm dont 38 mm pour la queue. Le plus grand mâle mesure 308 mm dont 40 mm pour la queue et la plus grande femelle 222 mm dont 23 mm pour la queue.

## Publication originale
- Passos, Teixeira jr., Recoder, de Sena, Dal Vechio, de Arruda Pinto, Mendonça, Cassimiro & Rodrigues, 2013 : A new species of Atractus (Serpentes: Dipsadidae) from Serra do Cipó, Espinhaço Range, Southeastern Brazil, with proposition of a new species group to the genus. Papéis Avulsos de Zoologia (São Paulo), vol. 53, no 6, p. 75‐85 (texte intégral).